# Stefano Unterthiner
Stefano Unterthiner (Aoste, 1970) est un photographe et auteur italien.

## Biographie
Unterthiner commencé à s'interesser à la photographie à l'âge de 17 ans. Diplômé en Sciences naturelles à l'université de Turin, il obtient en 2000 un doctorat en zoologie à l'université d'Aberdeen (Écosse). Ses études achevées, il commence sa carrière de photographe naturaliste.
Il est considéré comme l'un des photographes de nature les plus originaux et novateurs. Il voyage régulièrement à travers le monde pour réaliser ses histoires photographiques. Avec le temps, il s'est spécialisé dans le récit de la vie des animaux sauvages qui le porte à rester des mois au plus près de ses sujets. Unterthiner est particulièrement sensible aux thématiques de protection de la nature, et s'intéresse notamment aux relations homme et nature. 
Depuis mars 2007, Stefano appartient à l'International League of Conservation Photographers.
Il a participé au projet Wild Wonders of Europe avec plus de 65 autres photographes européens.

## Récompenses
- Prix « Mario Pastore » - meilleur jeune journaliste pour l'environnement.

Pour son implication en faveur de la conservation de la nature, et en particulier pour ses reportages sur les espèces menacées d'extinction, il reçoit en septembre 2004 le « Prix national d'écologie Luigiano d'oro. »
Ses images sont régulièrement primées au « BBC Wildlife Photographer of the Year Competition ».

## Publications
- Boschi e Camosci, Fiori rossi e Ghiacciai (2000)
- Camosci (2002)
- Fred - storia di una volpe di montagna (2004)
- L'Odyssée du roi - Le long périple du manchot royal (2008)
- Les nuits de l'ours (2009)

Unterthiner a publié de nombreux articles dans d'importantes revues nationales et internationales telles que National Geographic, GEO, BBC Wildlife, Terre Sauvage, Animan et Airone. 
La plupart de ses travaux sont réalisés en collaboration avec son épouse Stéphanie Françoise, auteur et traductrice.